# Biserica Sfântul Gheorghe din Rodna
Biserica „Sfântul Gheorghe” din Rodna este un ansamblu de monumente istorice aflat pe teritoriul satului Rodna, comuna Rodna. În Repertoriul Arheologic Național, monumentul apare cu codul 34342.02.
Ansamblul este format din trei monumente:
- Biserica greco-catolică „Sf. Mare Martir Gheorghe”, înglobând o parte din corul bisericii medievale (sec. XIII) (cod LMI BN-II-m-A-01688.01)
- Turn clopotniță (cod LMI BN-II-m-A-01688.02)
- Ruinele bisericii medievale (cod LMI BN-II-m-A-01688.03). Biserica medievală a suferit grave distrugeri în timpul marii invazii tătare din anul 1241. Edificiul a fost ulterior refăcut și a servit drept cetate de graniță între Transilvania și comitatul Maramureș. Între 1766 și 1812 populația săsească a dispărut, iar biserica a căzut în paragină. După 1812 corul bisericii a fost amenajat și folosit ca biserică de comunitatea română unită cu Roma.[3]
- Este construita intre ani 1300-1400

## Imagini

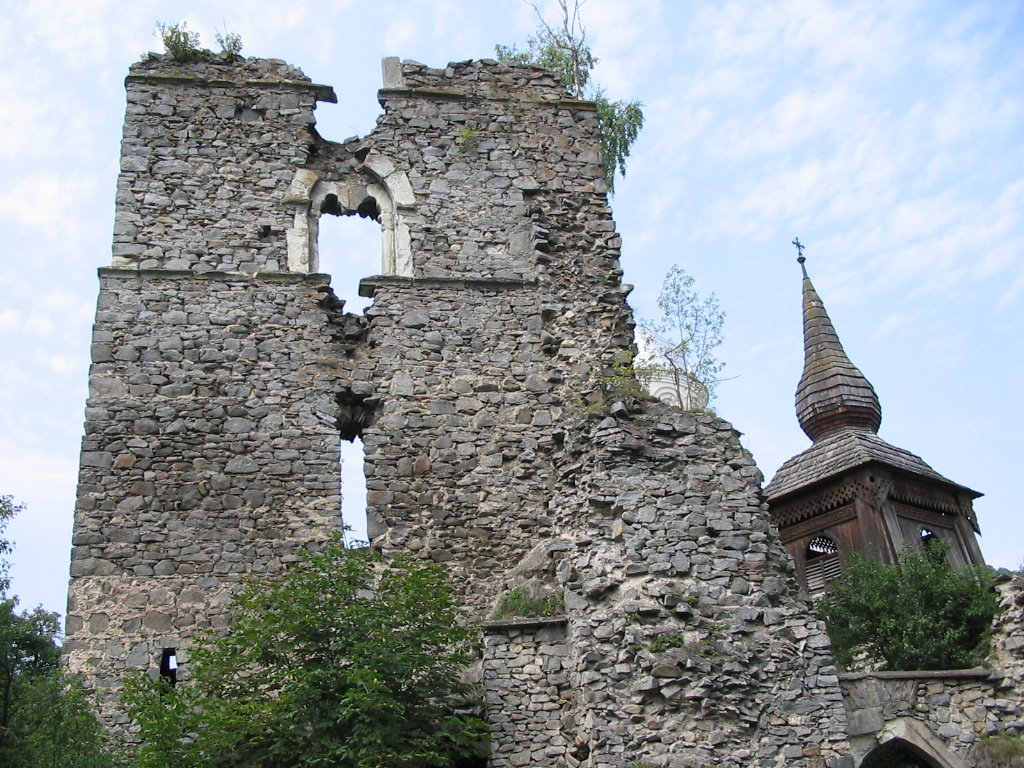
Turnul medieval, cu ancadramente gotice
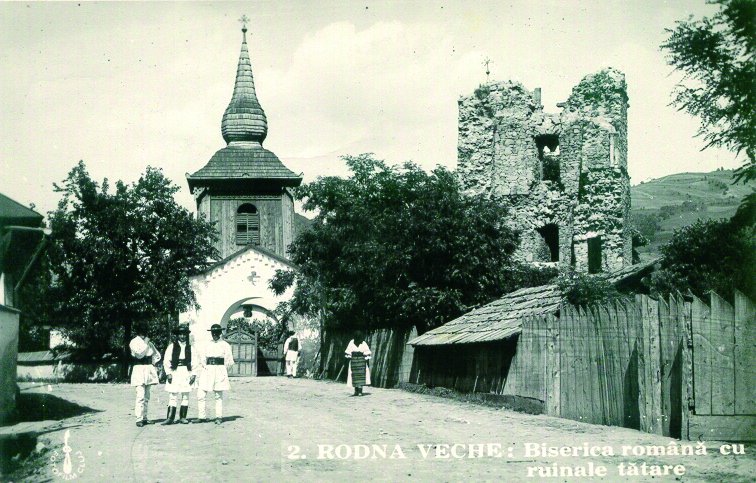
Imagine de epocă
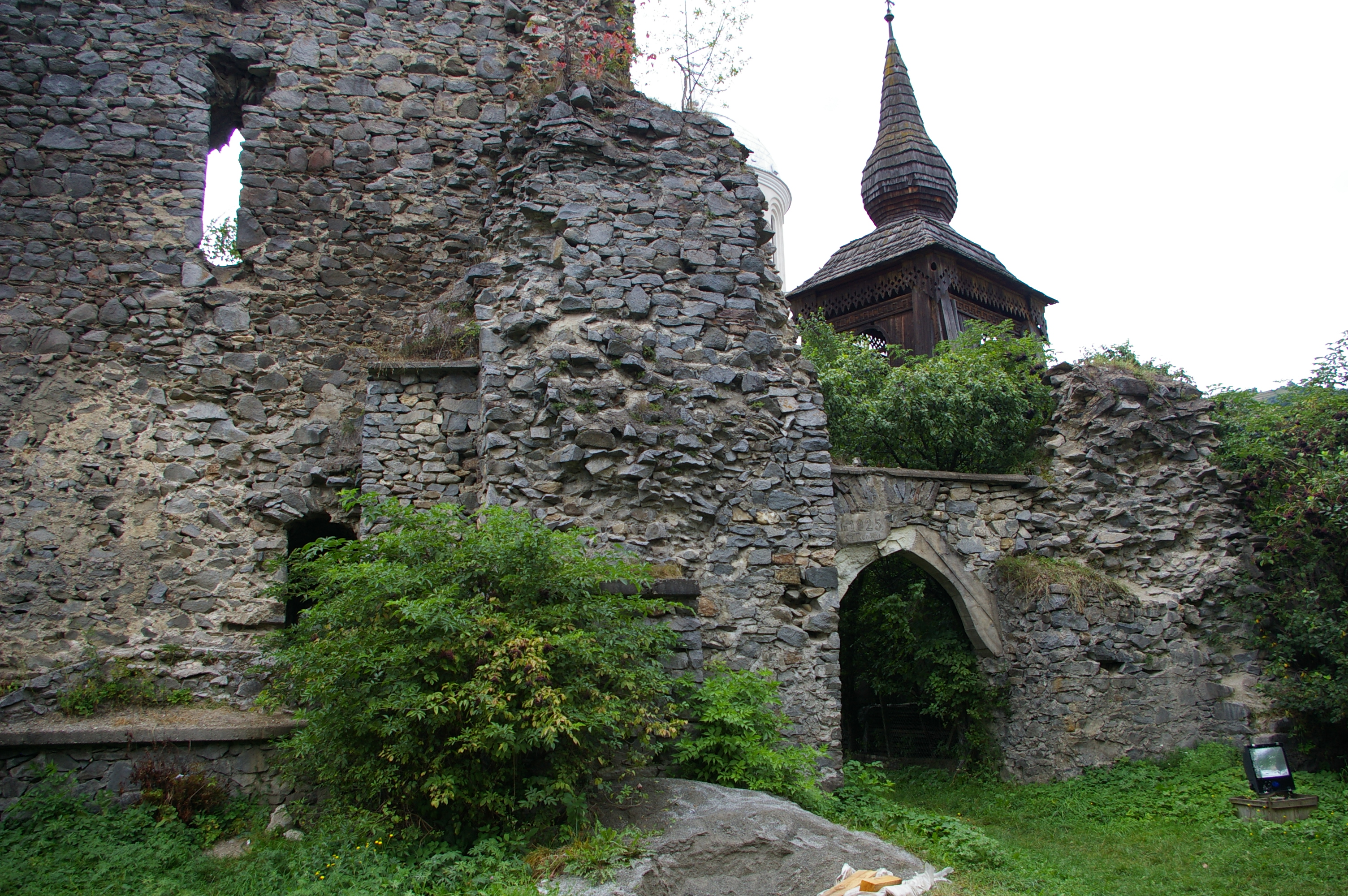
Ruinele bisericii medievale, cu intrarea veche
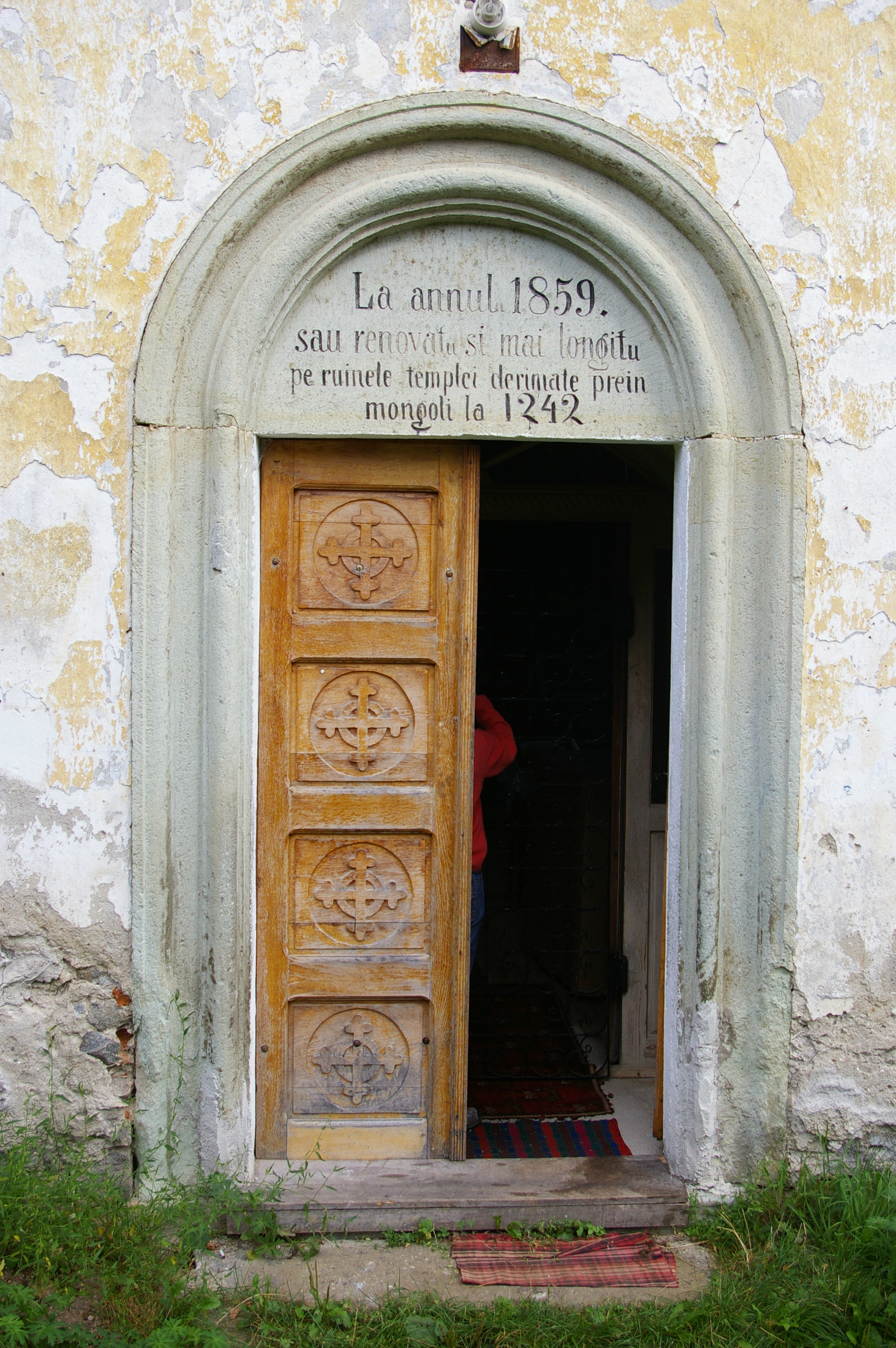
Intrarea în biserica actuală